# ILIAS
ILIAS open source es un sistema de gestión para la enseñanza, LMS,  desarrollado en código abierto. Ha sido desarrollado con la idea de reducir los costes de utilización de las nuevas tecnologías en la educación, teniendo en cuenta, siempre y en todo momento, las ideas de los usuarios del sistema de enseñanza.
ILIAS está disponible como software libre de código abierto bajo la licencia GPL (GNU General Public Licence) y puede ser utilizado sin ninguna restricción pero con derecho de copyright adecuado, para que no se puedan crear interferencias entre el locutor e ILIAS. Debido a esta característica, ILIAS puede ser fácilmente adaptado a los requerimientos específicos de cada organización. Usuarios de todo el mundo contribuyen en el desarrollo de la plataforma, coordinados por un equipo de la Universidad de Colonia en Alemania.
El nombre de ILIAS viene de una abreviación de una definición en alemán denominada ILIAS (Integriertes Lern-,Informations- und Arbeitskooperations-System), por sus siglas en inglés: Integrated Learning, Information and Cooperation System y al español como: Sistema Integrado de Cooperación, Información y Aprendizaje.